# 3774 Меґумі
3774 Меґумі (3774 Megumi) — астероїд головного поясу, відкритий 20 грудня 1987 року.
Тіссеранів параметр щодо Юпітера — 3,230.